# Бромат серебра(I)
Бромат серебра(I), бромноватое серебро — AgBrO3, неорганическое соединение, соль одновалентного серебра и бромноватой кислоты.

## Физические свойства
Бромат серебра(I) — белое или бесцветное (в кристаллической форме) вещество. Кристаллическая решётка тетрагональная. В воде малорастворим: 1,79 г/литр, ПР 5,8⋅10−5. Кристаллогидратов не образует.
Термодинамические постоянные:
- стандартная энтальпия образования, ΔHo298: −8 кДж/моль;
- стандартная энтропия, So298: 152 Дж/(моль·K);
- стандартная энергия Гиббса, ΔGo298: 74 кДж/моль.

## Получение
Бромат серебра(I) получают обменной реакцией бромата натрия или калия и нитрата серебра(I):
{\displaystyle {\mathsf {AgNO_{3}+KBrO_{3}=AgBrO_{3}}}\!\downarrow \!{\mathsf {+KNO_{3}}}}
Другой вариант — действие жидкого брома на суспензию оксида серебра(I):
{\displaystyle {\mathsf {Ag_{2}O+6Br_{2}+5H_{2}O=2AgBrO_{3}+10HBr}}}

## Химические свойства
При нагревании соединение разлагается:
{\displaystyle {\mathsf {2AgBrO_{3}=2AgBr+3O_{2}}}\!\uparrow }
Взаимодействием водной суспензии бромата серебра(I) с бромом можно получить концентрированную бромноватую кислоту:
{\displaystyle {\mathsf {5AgBrO_{3}+3Br_{2}+3H_{2}O=5AgBr+6HBrO_{3}}}}

## Применение
Используется как окислитель в органическом синтезе для превращения тетрагидропираниловых эфиров в карбонильные соединения.